# Un golpe de suerte
Un golpe de suerte es una serie diaria, producida por Tri NeoFilms para Telecinco, que se estrenó el domingo 28 de junio de 2009 a las 17:00 (con doble capítulo), para posteriormente, emitirse diariamente por las tardes a las 19:00.
Tras una semana de emisión, y sin haber alcanzado las audiencias que esperaba la cadena, Telecinco decide trasladar la serie a las 15:35 a partir del lunes 6 de julio.
Tras el fallido cambio de horario y después de casi 30 capítulos en la sobremesa de Telecinco, la cadena decidió trasladar la serie al canal digital La Siete a partir del lunes 10 de agosto, a las 16:30h. Además, también anunció que, por el momento, la serie no sería renovada para una segunda temporada debido a su ausente audiencia.
Finalmente, el último episodio, el número 60, se emitió el 11 de septiembre del mismo año, poniendo punto final a la serie de forma prematura.

## Argumento
Tras haberse criado en un centro de acogida, Ángel Guerrero, un joven que atraviesa una crisis de identidad, tiene que abandonar el lugar en el que ha residido los últimos años y trasladarse a vivir con su padre, Luis, al que desconoce por completo y con el que estará condenado a entenderse.
A pesar de que siempre ha pensado que éste le abandonó, el joven se verá obligado a trasladarse a Palma de Mallorca después de que su custodia haya sido reclamada por su progenitor, un hombre trabajador y hogareño que bajo una fachada serena y triunfadora esconde las traumáticas consecuencias de una decisión equivocada que le ha marcado durante toda su vida.
La llegada de Ángel a su nuevo hogar propiciará un vuelco en la estabilidad del núcleo familiar integrado por la actual esposa de su padre, Marta, una reconocida empresaria que regenta una inmobiliaria especializada en viviendas de lujo y que está dotada de un carácter activo y emprendedor capaz de combinar a la perfección la vida laboral y personal; y los dos hijos del matrimonio, Ainhoa y Mit.
Durante esta nueva etapa, el joven conocerá a Miguel, el hermano de Luis, célebre disc jockey, promotor y descubridor de artistas que actualmente regenta un sunset y una discoteca que no atraviesan por su mejor momento de popularidad. Además, estará en contacto con Elena, una asistente social que creció en una casa de acogida y entenderá perfectamente la situación de indefensión y soledad por la que ha atravesado Ángel.

## Personajes

### Carmen MoralesesMarta
Preside la empresa que heredó de su padre, aunque ha sido ella junto a Luis los que han conseguido situarla entre las mejores. Puede parecer una esclava de su trabajo ya que no le gusta delegar en nadie, pero en realidad es una mujer a la que le encanta disfrutar de la vida. Se casó muy joven con el hombre al que siempre quiso, Luis, con el que tuvo dos hijos, Ainhoa y Mito, aunque en su interior algo le hace sentir que él no es del todo feliz junto a ella, guarda un secreto del pasado que podría destruir a su familia para siempre.

### Aníbal Soto esLuis
Es un hombre sencillo, preocupado en todo momento por los miembros de su entorno más cercano. Trabaja en la empresa de su mujer, Marta con quien tuvo dos hijos, Ainhoa y Mito, también tiene otro hijo, Ángel, fruto de una relación de juventud con Bárbara, y al que no vio crecer, pero ahora que este se viene a vivir con él quiere recuperar el tiempo perdido, pero su hijo no le pondrá las cosas fáciles. Desde que era un niño, mantiene una rivalidad eterna con su hermano Miguel, batalla que ha logrado vencer, puesto que siempre ha sido considerado un triunfador, un hombre que posee una familia perfecta y un trabajo extremadamente bien remunerado. No obstante, se siente frustrado e insatisfecho. Muestra una gran pasión por la música.

### Toni CantóesMiguel
El hermano de Luis es un hombre atractivo, carismático y encantador. Considerado como una de las figuras clave del ocio nocturno de la isla, el descenso de la popularidad del sunset y de la discoteca que regenta han provocado que su situación económica diste de la que pretende aparentar. Además, la vida comienza a pasarle factura por los excesos cometidos en el pasado, siempre ha estado enamorado de su cuñada Marta.

### Bárbara De Lema esLourdes
Es propietaria de un pequeño negocio proveedor de la empresa inmobiliaria de Marta. La buena marcha del negocio le permite lucir espectaculares combinaciones de estilismo y caros complementos para asistir a los más relevantes acontecimientos sociales. Es madre de Víctor y está casada con Ginés, con el que aunque de cara al exterior forman la "pareja perfecta", sustentan su relación en secretos y mentiras.

### Nando González esGinés
El esposo de Lourdes y padre de Víctor es asesor financiero con una cartera de adinerados clientes, algunos de ellos de dudosa credibilidad.

### Toni Bernetti esÁngel Guerrero
Rebelde, transgresor y aventurero, mantiene constantemente una pose desconfiada, hermética y en ocasiones desafiante y calculadora ante su entorno. No obstante, tras esta fachada de tipo duro, edificada por los acontecimientos del pasado, se encuentra un chico sensible, noble, sincero y dotado de un grado de madurez inusual para su edad que sueña con convertirse en un discjockey de éxito.

### Ona Casamiquela esAinhoa
Es una chica especial. Hija mayor del matrimonio formado por Luis y Marta, exhibe un frío carácter no exento de cierto sentido del humor. Extremadamente metódica y exigente consigo misma, puede llegar a ser la joven perfecta, aunque en ocasiones el elevado interés que muestra por cumplir las normas establecidas le impide disfrutar de algunas situaciones de la vida. Mantiene casi desde que era una niña una relación sentimental con Víctor.

### Ariadna Cabrol esTamara
Tremendamente atractiva y dotada de una elevada capacidad intelectual, mantiene un conflicto en la sombra con Ainhoa porque siente que siempre ha permanecido eclipsada por su presencia. En principio es su mejor amiga, pero siempre se ha sentido como la "número dos", situación que no soporta. Rencorosa e implacable en ocasiones, querrá conseguir su objetivo primordial: ser el centro de atención.

### José LamuñoesVíctor
Perteneciente a una familia adinerada de la isla, este joven con un gran atractivo, capaz de exhibir una presencia exquisita cuando le interesa, pronto detectará en Ángel a un potencial rival en la pugna por el liderazgo del grupo. Ambicioso, manipulador y astuto, maneja bastante bien el arte de la diplomacia y tratará de imponerse a Ángel rodeado de un grupo de jóvenes de su misma condición social, entre los que se encuentra Menglo, su mejor amigo. Mantiene una relación desde la infancia con Ainhoa aunque tiene algún escarceo con Tamara, pronto se hará enfermero y participará en hospital central.

### Joel BosquedesMito
Es el hermano de Ainhoa, un joven que a pesar de contar con 16 años de edad aún mantiene cierta inocencia infantil.

### Albert Comas esPep
Primo de Ainhoa y Mito, el sobrino de Marta es un joven con un carácter divertido e imprevisible. Algo despistado a veces, ha crecido en una familia con una destacada posición económica, aunque él realmente infravalora la importancia del dinero. Posee una óptica un tanto hippie de la vida.

### Raúl MéridaesFonsi
Empleado como animador y relaciones públicas de un hotel de la ciudad, intenta continuamente ser el centro de atención de las chicas, que deben hacer todo lo posible por conquistarle y mostrarle su más absoluto interés. Su compañero de piso, Alberto, se le declarará en más de una ocasión pero este le deja bien claras sus tendencias sexuales. A pesar de esto, ambos tienen una gran relación y son como uña y carne.

### Natalia Jascalevich esNina
Procedente de Brasil, es la joven de mayor edad del grupo y ha llegado a España con el objetivo de iniciar una nueva etapa en su vida. Aunque aún no posee el permiso de trabajo, su versatilidad le permite sobrevivir realizando labores muy diversas, como el servicio doméstico, jardinería, cocina, etc. Tiene un hijo, Nicolás, de cuatro años de edad y su verdadera razón para seguir adelante. Comparte piso con Fonsi y Alberto, con los que mantiene una relación muy especial.

### Alicia RozasesYure
Esta joven compagina su trabajo como masajista y tatuadora ambulante en la playa con el negocio de venta de abalorios propiedad de su madre, una ex-hippie que se afincó en la isla años atrás y con la que vive en una casa típica de la zona. Podría considerarse la antítesis de Ainhoa, tanto en lo que se refiere a la estética como a los rasgos de su personalidad. Con un marcado estilo ibicenco, sueña con abrir su propio negocio de tatoos.

### Gerard MartíesAlberto
Tras descubrir su homosexualidad, sus padres, con los que apenas mantiene relación, le enviaron a estudiar a un internado, donde conoció a Fonsi. En verano trabaja también en el hotel como encargado de las hamacas y camarero del sunset. Para mostrar su fortaleza ante los demás, se ha construido un personaje un tanto cínico.

### Borja Tous esXisco
Camarero del sunset, posee un carácter extrovertido que facilita y potencia sus relaciones sociales. Será el responsable de que Alberto comience a trabajar en el bar y el causante de más de un problema entre el matrimonio de Lourdes y Ginés.

### Marisol Membrillo esElena
Al descubrir el caso de Ángel, esta asistente social se muestra incapaz de aceptar que el expediente del joven, criado en un centro de acogida, se convierta en uno más de los que se mantienen pendientes de tratamiento en los juzgados. Tras haber superado una situación similar en su juventud, conoce perfectamente esa sensación de soledad, indefensión, rencor y tristeza. Por ello, conseguirá que el joven tenga una segunda oportunidad al convencer a Luis de que asuma su custodia. Elena muere ahogada en el mar.

## Capítulos y audiencias
| Capítulo          | Nombre                                                     | Fecha de emisión               | Hora        | Espectadores        | Share       |
| ----------------- | ---------------------------------------------------------- | ------------------------------ | ----------- | ------------------- | ----------- |
| PRIMERA TEMPORADA |                                                            |                                |             |                     |             |
| 01 02             | El Ángel de la vida Soy Ángel... encantado                 | Domingo 28 de junio de 2009    | 17:40 18:33 | 1.475.000 1.259.000 | 13,5% 12,9% |
| 03                | Los unos y los otros                                       | Lunes 29 de junio de 2009      | 19:04       | 971.000             | 12,9%       |
| 04                | Primera ronda                                              | Martes 30 de junio de 2009     | 19:11       | 770.000             | 10,5%       |
| 05                | La mar... ¿en calma?                                       | Miércoles 1 de julio de 2009   | 19:00       | 794.000             | 10,8%       |
| 06                | Pacto de silencio                                          | Jueves 2 de julio de 2009      | 19:01       | 770.000             | 10,8%       |
| 07                | Entre la espada y la pared                                 | Viernes 3 de julio de 2009     | 19:00       | 737.000             | 10,4%       |
| 08 09             | Duelo de DJ's El día antes                                 | Lunes 6 de julio de 2009       | 15:36 16:20 | 949.000             | 7,4%        |
| 10                | A tope                                                     | Martes 7 de julio de 2009      | 15:42       | 964.000             | 7,8%        |
| 11 12             | Inocente o culpable Ángel despierta                        | Miércoles 8 de julio de 2009   | 15:40       | 1.039.000           | 8,7%        |
| 13                | Ángel retira la denuncia a Víctor                          | Jueves 9 de julio de 2009      | 15:44       | 922.000             | 7,6%        |
| 14 15             | Tamara, celosa de Ainhoa Ángel desvela su secreto a Ainhoa | Viernes 10 de julio de 2009    | 15:35       | 965.000             | 8,3%        |
| 16                | Condenado al silencio                                      | Lunes 13 de julio de 2009      | 15:43       | 1.160.000           | 9,3%        |
| 17                | Hermanos                                                   | Martes 14 de julio de 2009     | 15:45       | 940.000             | 7,9%        |
| 18                | Rumores, rumores                                           | Miércoles 15 de julio de 2009  | 15:45       | 1.917.000           | 7,8%        |
| 19                | Socorrista en apuros                                       | Jueves 16 de julio de 2009     | 15:45       | 1.875.000           | 7,7%        |
| 20                | Reencuentros                                               | Viernes 17 de julio de 2009    | 15:45       | 1.054.000           | 8,7%        |
| 21                | Idas y venidas                                             | Lunes 20 de julio de 2009      | 15:45       | 1.019.000           | 8,6%        |
| 22                | Al desnudo                                                 | Martes 21 de julio de 2009     | 15:45       | 1.906.000           | 7,5%        |
| 23                | Talentos ocultos                                           | Miércoles 22 de julio de 2009  | 15:45       | 1.999.000           | 8,1%        |
| 24                | Pasarela Sunset                                            | Jueves 23 de julio de 2009     | 15:45       | 1.082.000           | 9,1%        |
| 25                | Los reyes del Sunset                                       | Viernes 24 de julio de 2009    | 15:45       | 1.972.000           | 8,1%        |
| 26                | Las bicicletas son para el verano                          | Lunes 27 de julio de 2009      | 15:45       | 1.217.000           | 10,1%       |
| 27                | Secretos y mentiras                                        | Martes 28 de julio de 2009     | 15:45       | 1.005.000           | 8,9%        |
| 28                | Cambio de bando                                            | Miércoles 29 de julio de 2009  | 15:45       | 1.991.000           | 8,7%        |
| 29                | Encuentros y desencuentros                                 | Jueves 30 de julio de 2009     | 15:45       | 1.039.000           | 9,3%        |
| 30                | Socios de fuga                                             | Viernes 31 de julio de 2009    | 15:45       | 1.960.000           | 8,7%        |
| 31                | De acusados y de víctimas                                  | Lunes 3 de agosto de 2009      | 15:45       | 1.939.000           | 8,4%        |
| 32                | Cambio de dirección                                        | Martes 4 de agosto de 2009     | 15:45       | 1.799.000           | 7,4%        |
| 33                | Cenas trampa                                               | Miércoles 5 de agosto de 2009  | 15:45       | 1.754.000           | 6,8%        |
| 34                | Citas                                                      | Jueves 6 de agosto de 2009     | 15:45       | 1.910.000           | 8,1%        |
| 35                | Ayer, hoy y... ¿mañana?                                    | Viernes 7 de agosto de 2009    | 15:55       | 1.841.000           | 7,6%        |
| 36                | Miss Robinson                                              | Lunes 10 de agosto de 2009     | 16:30       | 1.153.000           | 1,45%       |
| 37                | Algo más que amigos                                        | Martes 11 de agosto de 2009    | 16:30       |                     |             |
| 38                | Entre la espada y la pared                                 | Miércoles 12 de agosto de 2009 | 16:30       |                     |             |
| 39                | ¡Viva los novios!                                          | Jueves 13 de agosto de 2009    | 16:30       | 1.180.000           | 0,78%       |
| 40                | La resaca                                                  | Viernes 14 de agosto de 2009   | 16:30       |                     |             |
| 41                | Vuelta al hogar                                            | Lunes 17 de agosto de 2009     | 16:30       |                     |             |
| 42                | Un Ángel en casa                                           | Martes 18 de agosto de 2009    | 16:30       |                     |             |
| 43                | Un paso del tiempo                                         | Miércoles 19 de agosto de 2009 | 16:30       |                     |             |
| 44                | Lazos rotos                                                | Jueves 20 de agosto de 2009    | 16:30       |                     |             |
| 45                | Amarse a pesar de todo                                     | Viernes 21 de agosto de 2009   | 16:30       |                     |             |
| 46                | Juntos para siempre                                        | Lunes 24 de agosto de 2009     | 16:30       |                     |             |